# M939 (5-Ton-Truck)

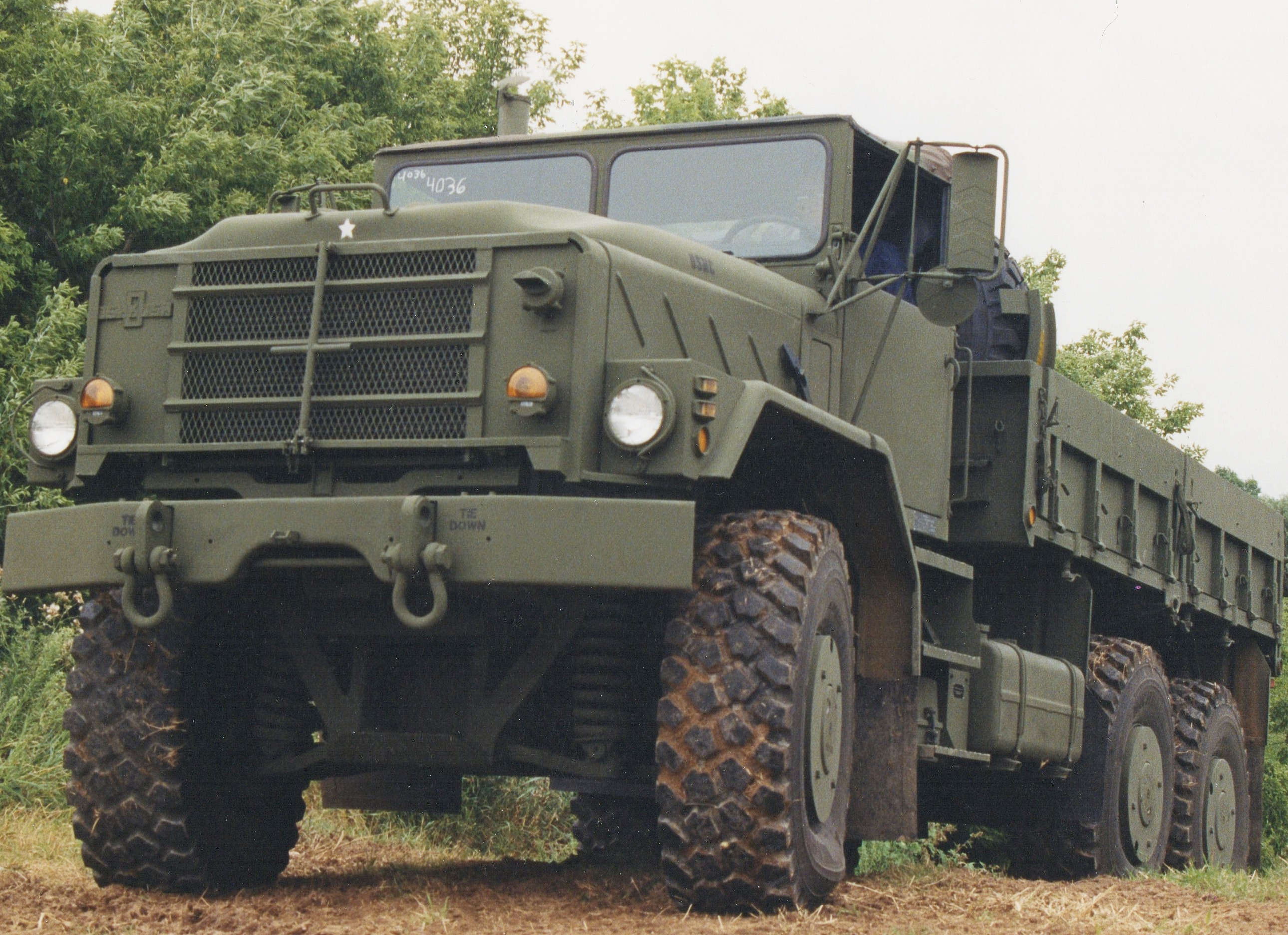
Prototyp der AM General Corporation im Rahmen des Medium Tactical Truck Remanufacture Programs auf Basis des M939.

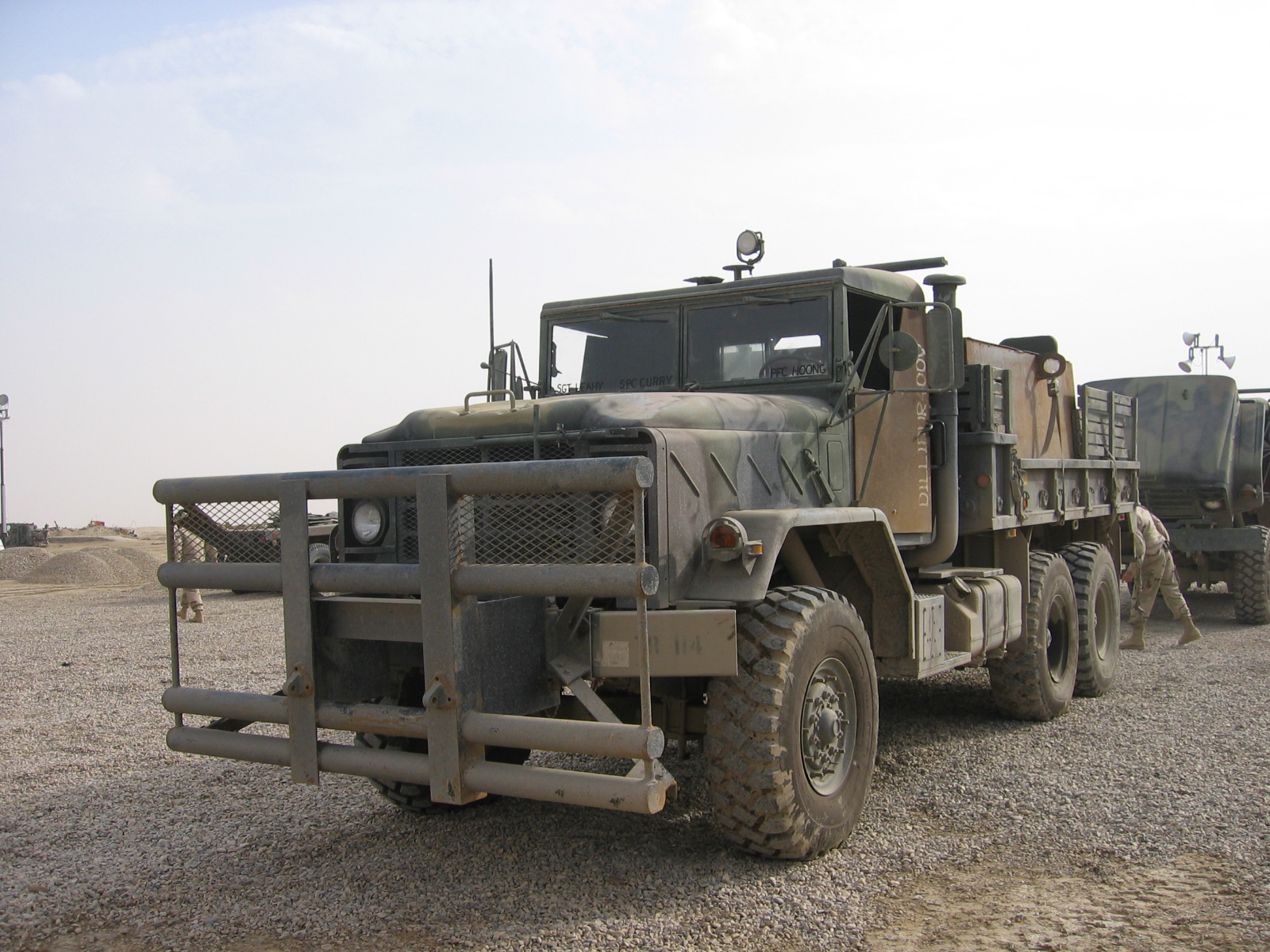
Mit behelfsmäßiger Panzerung („Hillbilly Armor“) und Bewaffnung zum Gun truck umgebauter M925A1, aufgenommen 2005 auf der LSA (Logistics Support Area) Adder im Irak.

Der M939 5-ton 6x6 truck  ist ein militärischer Mehrzweckkraftwagen. Er ersetzt die Serien M39 und M809.

## Entwicklung und Auslieferung
In den frühen 1970er-Jahren vergab die US-Armee einen Auftrag an die AM General Corporation, eine neue Art Lastwagen (englisch truck) zu entwickeln, der die bisherigen Typen mit 2 und 5 Tonnen (englisch tons) ersetzen sollte – daher wohl auch umgangssprachlich 5-Ton-Truck.
Im Rahmen dieses Auftrages entwickelte Kaiser-Jeep die Lastwagen der M809-Serie, 1970 wurde Kaiser-Jeep von American Motors Corporation (AMC) aufgekauft und deren General Products Division wurde zu AM General. AM General lieferte ab 1974 92.000 Stück der in der Fabrik in South Bend (Indiana) produzierten M809er an die US-Armee und andere befreundete Armeen. Zusätzlich zu diesem Groß-Auftrag lieferte AM General ab 1982 einen modernisierten Typen der 5-Tonnen-Trucks mit der Bezeichnung M939-Serie (englisch M939 series). Die Entwicklung des M939 begann bereits kurz nach Beginn der Serienproduktion der M809 Serie.
Das U.S. Marine Corps hat die M939-Serie bereits seit 1999 durch eine neue LKW-Familie, MTVR (Medium Tactical Vehicle Replacement) 7-ton 6x6 Truck, ersetzt. Bei der U.S. Army ist eine Nutzung der M939-Serie bis 2030 geplant, aber seit 1996 wird die M939/M939A1/M939A2-Serie schrittweise durch die FMTV (Family of Medium Tactical Vehicles) Trucks ersetzt.

## Technik
Alle M939 besaßen einen 183 kW/250 PS starken Cummins NHC 250 Saug-Dieselmotor mit 14 Litern Hubraum (855 cu in) mit einem 5-Gang-Detroit Diesel Allison MT654CR-Automatikgetriebe und 2-stufiger Untersetzung, der auch schon im M809 verbaut war. Die Höchstgeschwindigkeit lag bei etwa 86 km/h mit einem 6x6-Allrad-Antrieb. Sie konnten je nach Bedarf mit und ohne Front-Winde geliefert werden. Die Zugkapazität der Winde lag bei 9,1 Tonnen (20.000 lb) und die Bordelektrik arbeite mit 24 Volt (zwei Batterien mit je 12 V in Reihe, zuzüglich zwei für den Startvorgang). Weitere Verbesserungen gegenüber  der M809-Serie waren eine verbesserte Servolenkung, eine nach vorn kippbare Motorhaube, eine neue Luftdruckbremsanlage, ABS und bei einem Teil der Fahrzeuge eine Hydraulik-Winde. Die Lebensdauer lag bei 20 bis 22 Jahren.
1981 vergab TACOM (Tank-Automotive and Armaments Command) einen Produktionsvertrag über zunächst 11.394 M939-Trucks mit einer 100 % Option, wodurch die Produktion auf  22.789 Stück stieg.
Ab 1985 wurde eine verbesserte Version, der M939A1, produziert.  Der M939A1 bekam neue Radialreifen der Größe14:00 x R20 und alle drei Achsen waren nun einfach bereift. Dadurch wurde die Bodenfreiheit unter den Achsen auf 353 mm erhöht. Allerdings musste auch die Reserverad-Halterung überarbeitet werden. Ferner wurde eine Hubvorrichtung für die schwereren Räder installiert.
Die noch weiter entwickelte M939A2-Reihe wurde nicht von AM General, sondern von Bowen-McLaughlin-York/BMY in Marysville, Ohio, gebaut. Hauptunterschiede zwischen dem M939A1 und M939A2:
Der M939A2 hat einen kleineren und moderneren Cummins 6CTA8.3 Turbodieselmotor mit Ladeluftkühler und einem Hubraum von 8,3 Litern (504 cu in). Er leistet 180 kW/240 PS.
Der M939A2 ist mit einem neuen CTIS (= Central Tire Inflation System) von Eaton and Dana Corporation ausgerüstet. Dieses verbessert die Geländegängigkeit des Fahrzeugs. Auch die Servolenkung wurde modernisiert.
Äußerlich ist der M939A2 vom M939A1 dadurch zu unterscheiden: die Abdeckungen des CTIS an den Rädern, der Tankdeckel ist abgeschrägt und unter der vorderen Stoßstange sind zwei zusätzliche Zurrpunkte, insgesamt also vier. Der M939 und der M939A1 haben nur zwei Zurrpunkte auf der vorderen Stoßstange.

## Ausführungen der M939-Serie
(Quelle: )
- M923 – Truck, Cargo, 5-ton, 6x6, Drop Side, LKW mit Ladefläche, klappbaren Seitenwänden, ohne Winde
- M924 – Truck, Cargo, 5-ton, 6x6, Fixed Side, LKW mit Ladefläche, festen Seitenwänden, ohne Winde
- M925 – Truck, Cargo, 5-ton, 6x6, Drop Side, LKW mit Ladefläche, klappbaren Seitenwänden, mit Winde
- M926 – Truck, Cargo, 5-ton, 6x6, Fixed Side, LKW mit Ladefläche, festen Seitenwänden, mit Winde
- M927 – Truck, Cargo, 5-ton, 6x6, Fixed Side, Extra Long Wheel Base (XLWB), LKW mit Ladefläche und extra langem Radstand (5,46 m), festen Seitenwänden, ohne Winde
- M928 – Truck, Cargo, 5-ton, 6x6, Fixed Side, Extra Long Wheel Base (XLWB), LKW mit Ladefläche und extra langem Radstand (5,46 m), festen Seitenwänden, mit Winde
- M929 – Truck, Dump, 5-ton, 6x6, Muldenkipper mit hydraulischer Kippmulde, ohne Winde, in Pioniereinheiten auch als Transporter für die Medium Girder Bridge Festbrücke.
- M930 – Truck, Dump, 5-ton, 6x6, Muldenkipper mit hydraulischer Kippmulde, mit Winde
- M931 – Truck, Tractor, 5-ton, 6x6, Sattelzugmaschine, ohne Winde
- M932 – Truck, Tractor, 5-ton, 6x6, Sattelzugmaschine, mit Winde
- M933 – Truck, Tractor Wrecker, 5-ton, 6x6, Sattelzugmaschine bei der die Sattelkupplung durch ein Bergegeschirr ausgetauscht wurde, ohne Winde
- M934 – Truck, Van Expansible, 5-ton, 6x6, LKW mit ausziehbarem Kofferaufbau, ohne Winde
- M935 – Truck, Van Expansible, 5-ton, 6x6, LKW mit ausziehbarem Kofferaufbau, mit Ladebordwand, ohne Winde
- M936 – Truck, Medium Wrecker, 5-ton, 6x6, Abschleppfahrzeug mit Hydraulikkran,  mit Front- und Heckwinde
- M939 – Truck, Chassis, 6x6, Fahrgestell ohne Aufbau, mit langem Radstand (4,55 m), mit oder ohne Winde
- M940 – Truck, Chassis, 6x6, Fahrgestell ohne Aufbau, mit langem Radstand (4,55 m), mit Winde
- M941 – Truck, Chassis, 6x6, Fahrgestell ohne Aufbau, mit kurzem Radstand (4,24 m), mit oder ohne Winde
- M942 – Truck, Chassis, 6x6, XLWB, Fahrgestell ohne Aufbau, mit extra langem Radstand (5,46 m), mit oder ohne Winde, wird in den Patriot Flugabwehrraketen-Einheiten als Fahrgestell für die Antennen Mastgruppe OE-MRC 349 oder den Generatorsatz AN/MPQ-24 (2x150 kW) genutzt
- M943 – Truck, Chassis, 6x6, Fahrgestell ohne Aufbau, mit kurzem Radstand (4,24 m), mit Winde
- M944A1 – Truck, Chassis, 6x6, XLWB, Fahrgestell ohne Aufbau, mit extra langem Radstand (5,46 m), ohne Winde, wird als Fahrgestell für den SEORTM (Shop Equipment, Organizational Repair, Truck Mounted, auch „Batmobile“ genannt) genutzt
- M945/M945A1 – Truck, Chassis, 6x6, XLWB, Fahrgestell ohne Aufbau, mit extra langem Radstand (5,46 m), mit Winde, wurde als Transporter (mit der gleichen M-Nummer) für die Faltschwimmbrücke Improved Float Bridge (Ribbon Bridge) genutzt und bereits durch den M1977 Common Bridge Transporter auf HEMTT-Fahrgestell ersetzt
- M927A1 – Remotely Pilote Vehicle, wie M927A1, nur beim U.S. Marine Corps als Trägerfahrzeug für die Pioneer Aufklärungsdrohne verwendet, bereits ersetzt.
- M976A1 – Telephone Maintenance Truck, nur beim U.S. Marine Corps, auf dem M940A1 basierendes Fahrzeug mit hydraulisch ausfahrbarer Arbeitsbühne zur Instandhaltung von Telefon- und Stromleitungen, nicht mehr in Verwendung.
- Buffalo Surrogate Vehicle – auf dem M923A2 basierendes Ausbildungsfahrzeug, um keine Buffalo MRAP IED-Räumfahrzeuge aus Einsätzen abziehen zu müssen.

## Einzelbelege
1. 1 2  https://www.militarytoday.com/trucks/m939.htm
2. ↑  Carl Schulze: Tankograd - American Special No. 3010. Tankograd Publishing - Verlag Jochen Vollert, 2009, abgerufen am 16. November 2023.